# Blå Jungfrun
Blå Jungfrun é uma pequena ilha rochosa no norte do estreito de Kalmar, o qual separa a grande ilha da Öland e a província histórica da Småland na terra firme sueca. Tem uma forma de cúpula e é constituída por granito avermelhado.
Pertence ao município de Oskarshamn, do Condado de Kalmar, e constitui o Parque Nacional de Blå Jungfrun (Blå Jungfruns Nationalpark), com vegetação própria e abundante vida animal. Segundo as crenças tradicionais da Suécia, era aí que ficava a mítica Blåkulla, para onde voavam as bruxas de outras épocas para se encontrarem com o Diabo na quinta-feira santa. Situada a 25 km a leste da cidade de Oskarshamn, a ilha é acessível por barco, quando tempo o permite, visto não dispor de porto natural.

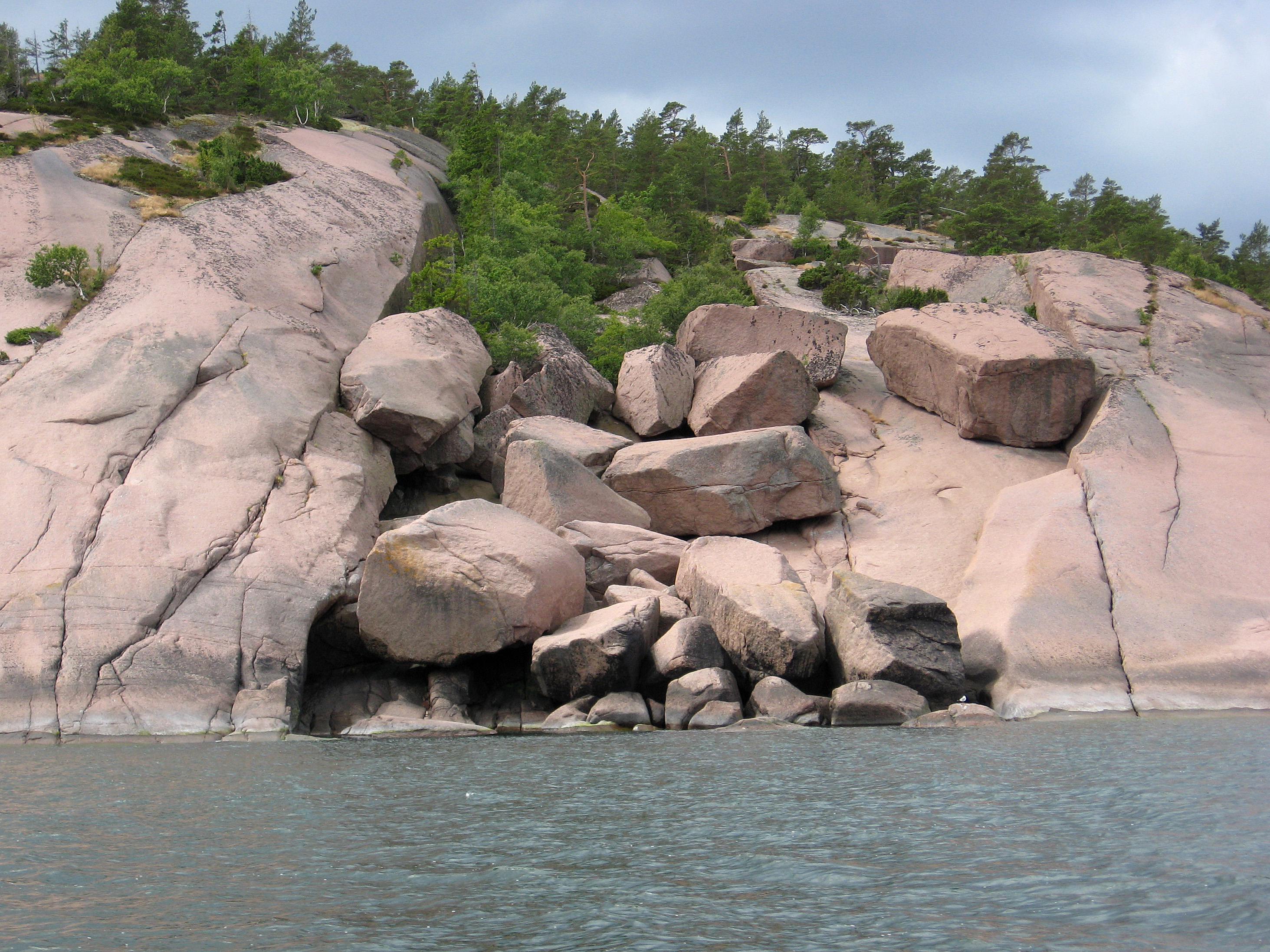
Blocos rochosos no nordeste da ilha
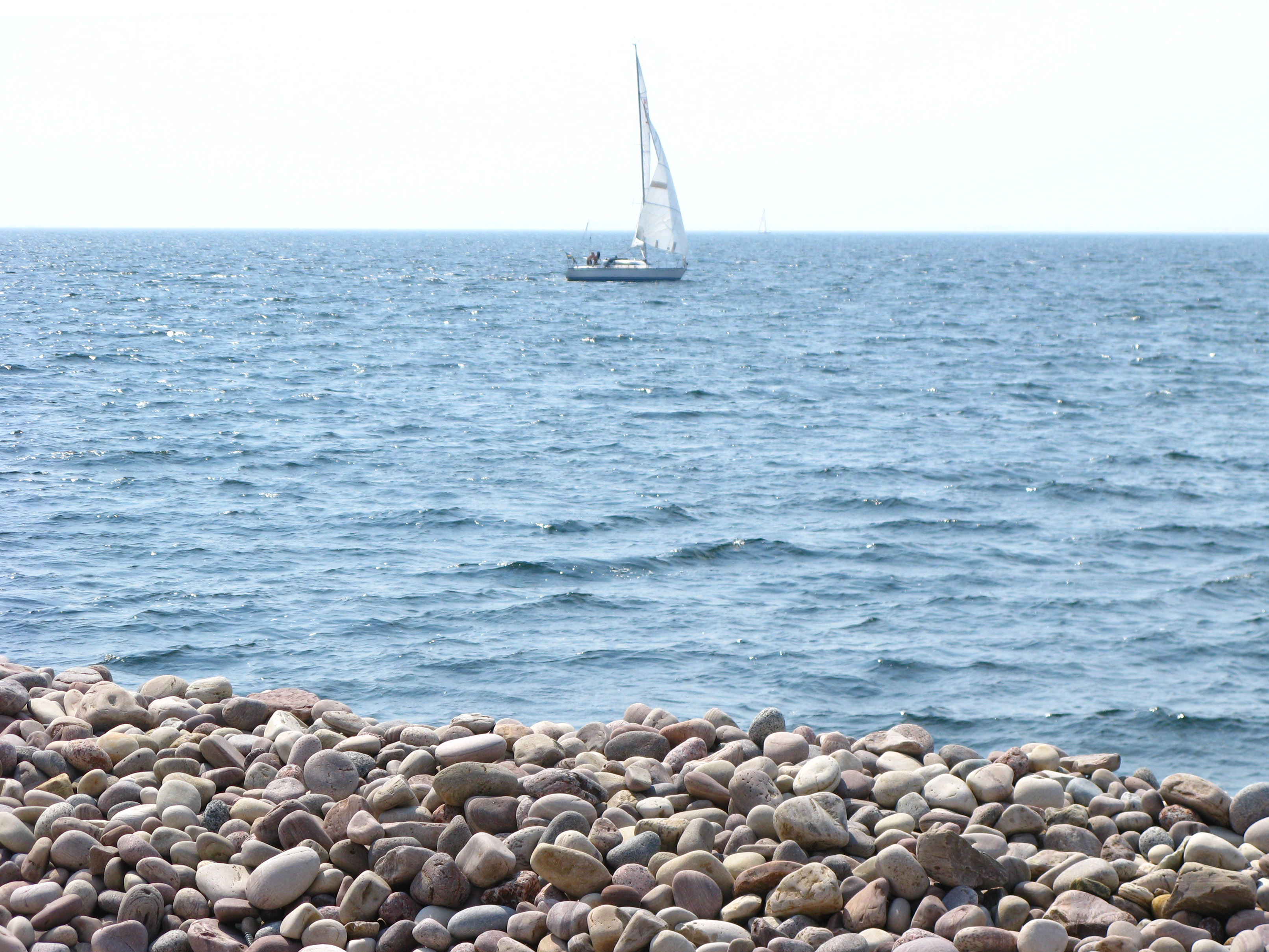
Margem da ilha
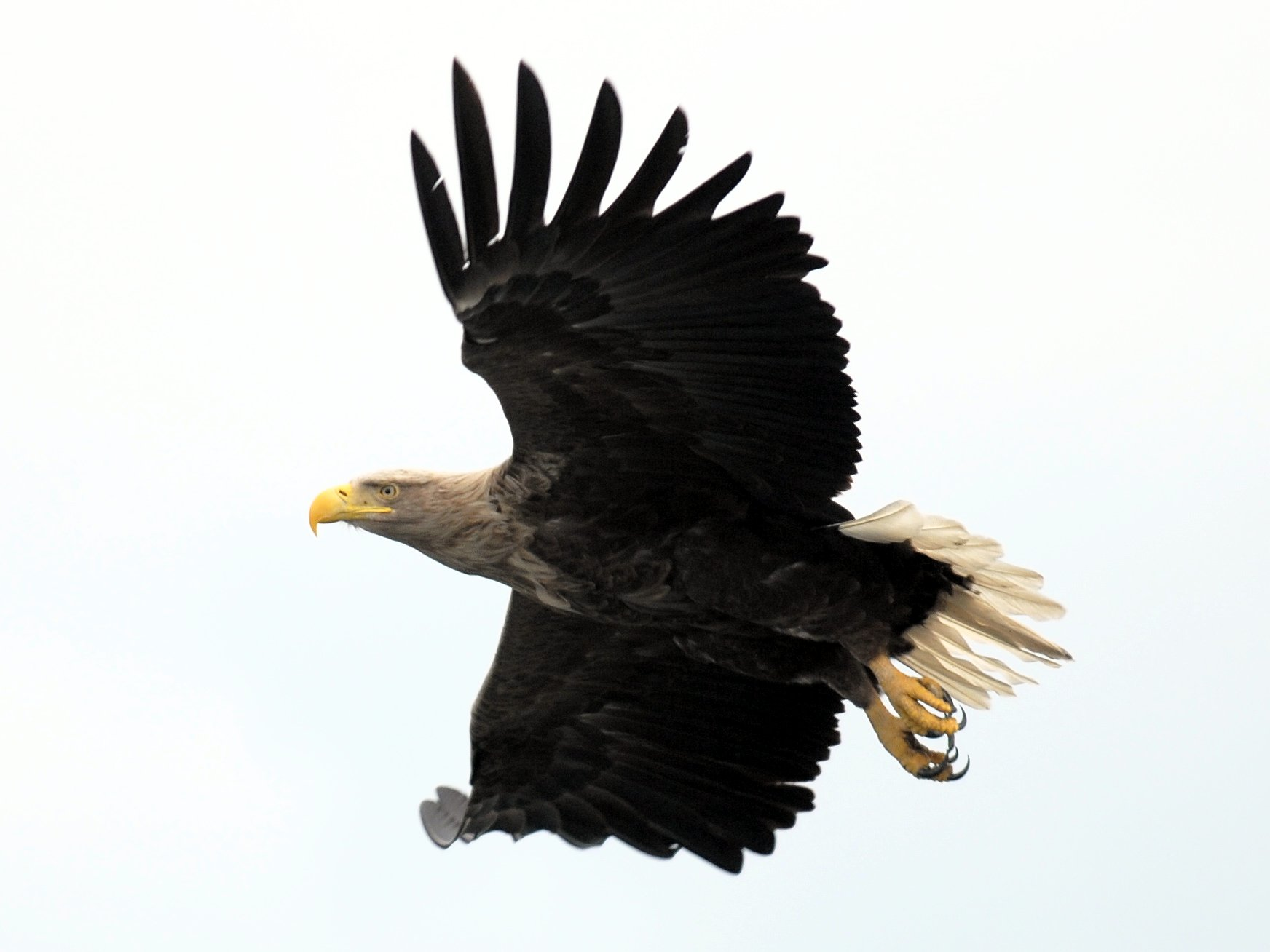
Águia marinha
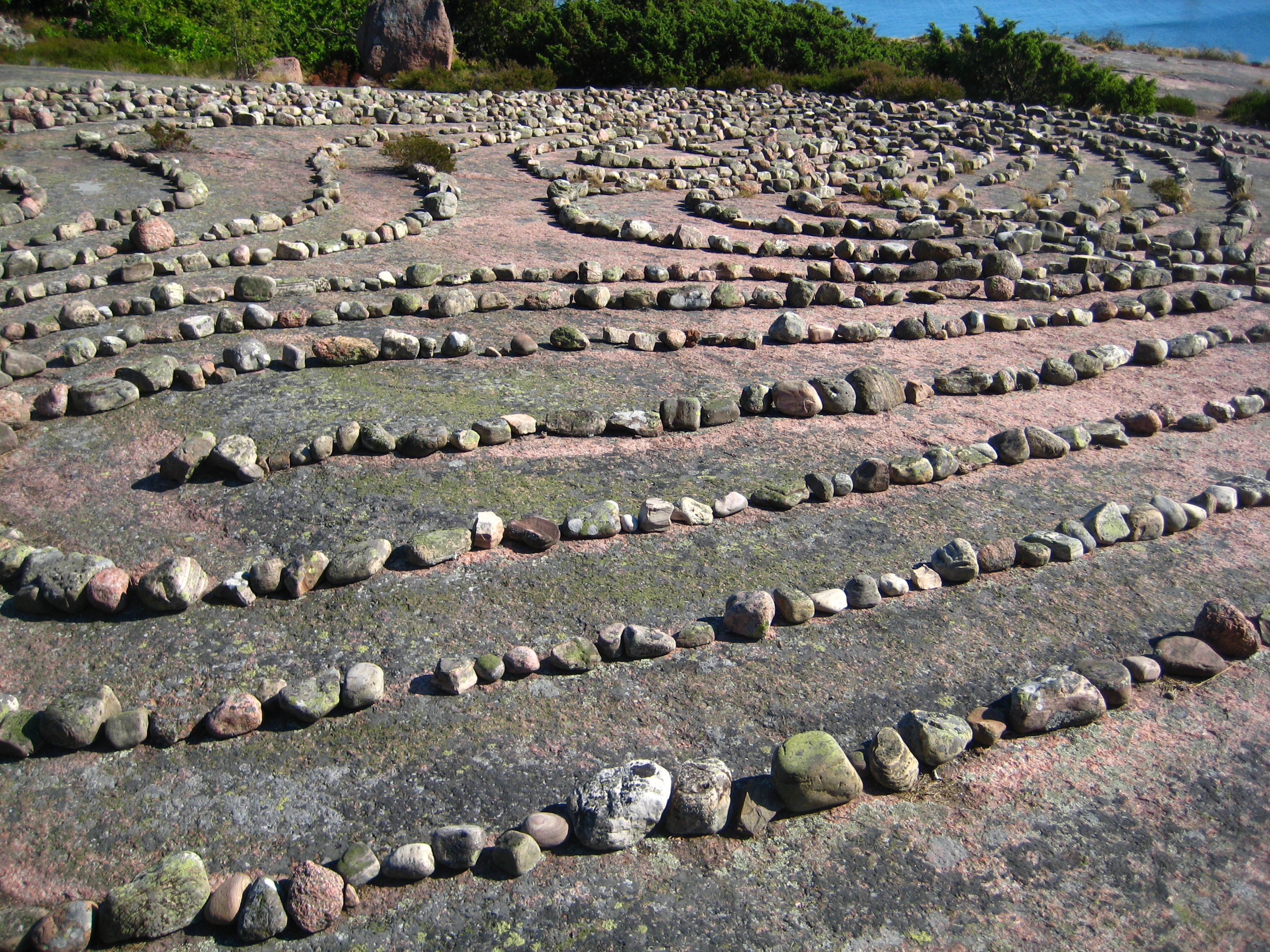
Labirinto
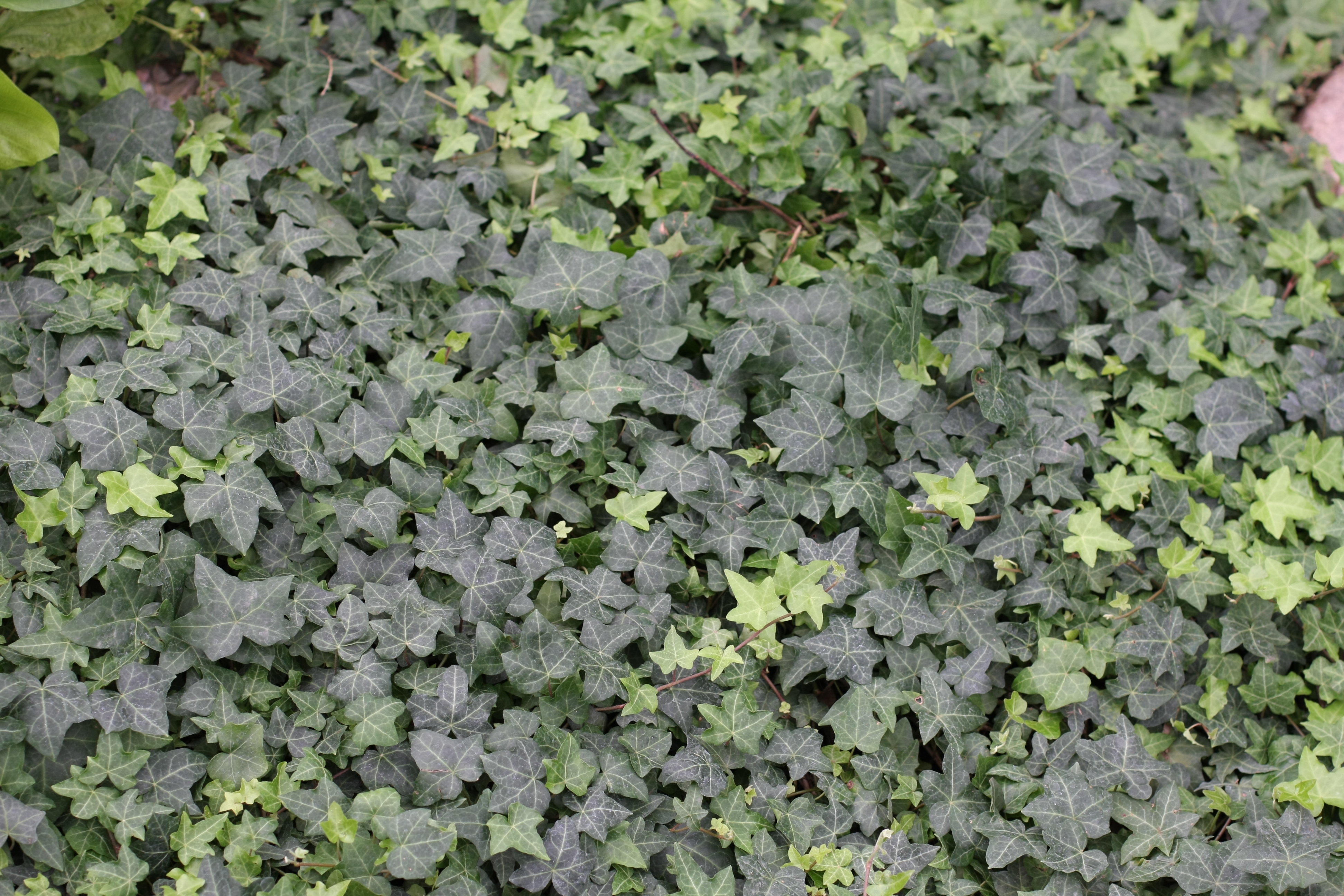
Hera
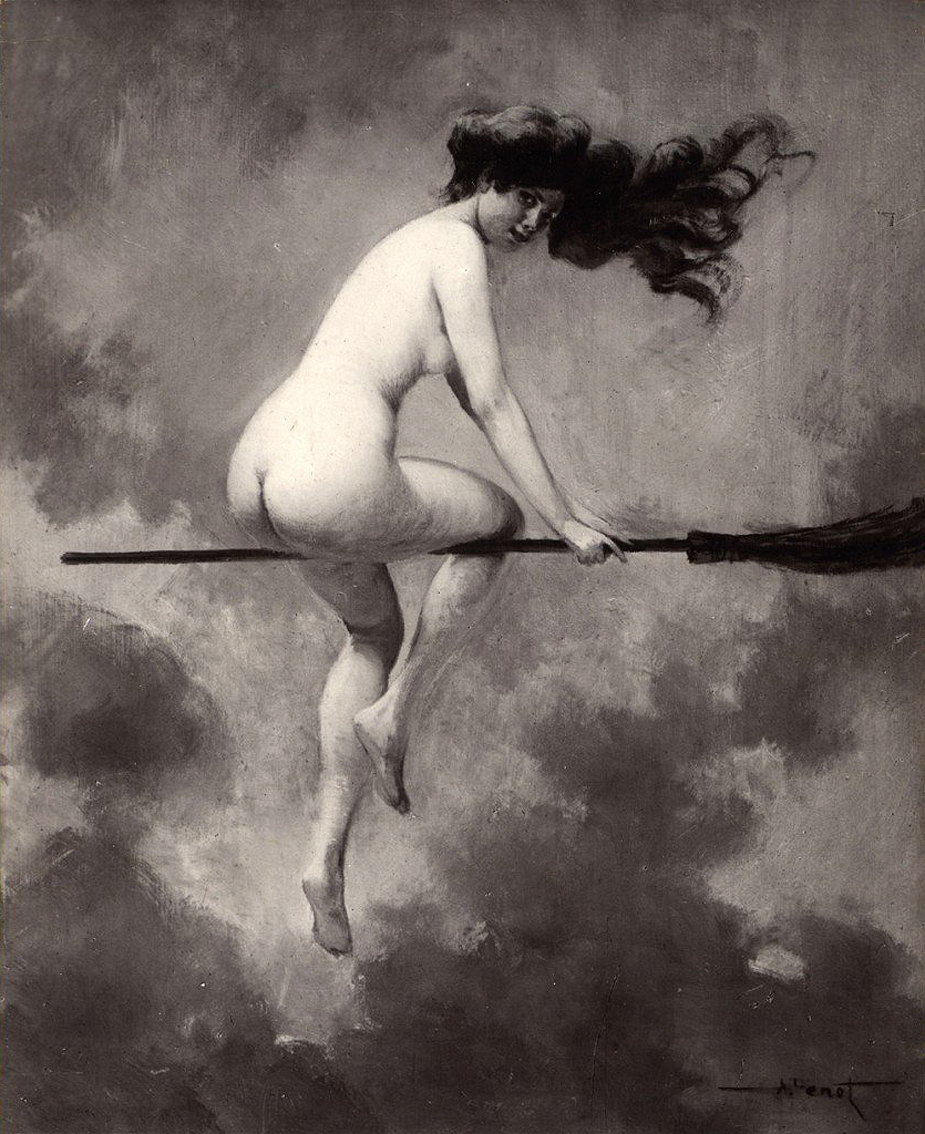
Bruxa montada em vassoura a caminho de Blåkulla (Albert Joseph Pénot, 1910)
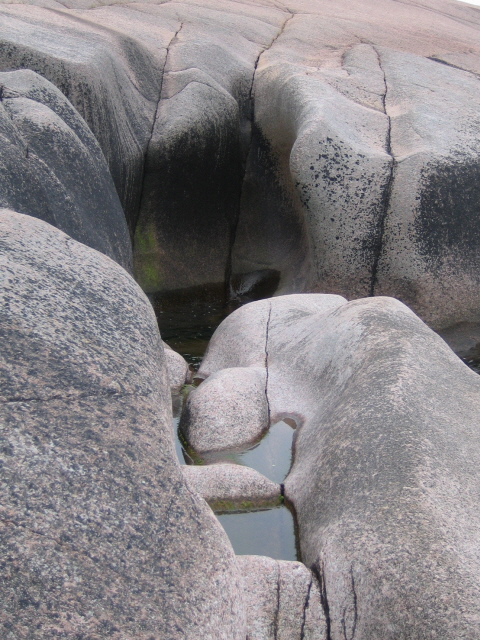
Cavidades rochosas
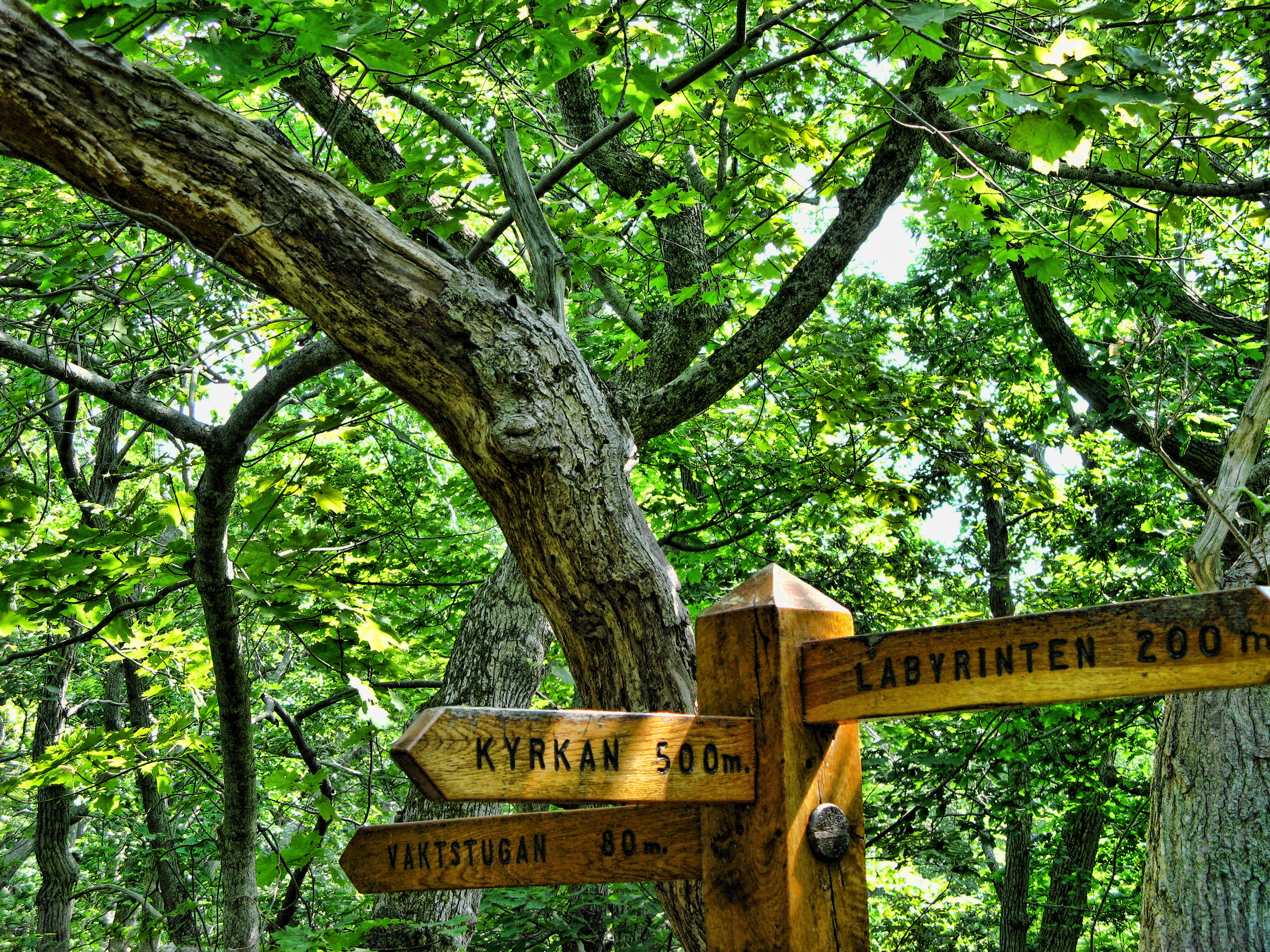
Floresta do Sul (Sydskogen)